# 2004 nos jogos eletrônicos
O ano de 2004 viu muitas sequências e prequelas nos videogames. Novas propriedades intelectuais incluindo Fable, Far Cry, FlatOut, Killzone, Katamari Damacy, Monster Hunter, Ninja Gaiden, N, Red Dead Revolver, SingStar, Sacred. 2004 também foi o ano de lançamento do MMORPG World of Warcraft, Grand Theft Auto: San Andreas e de Half-Life 2.

## Eventos
- 20 de janeiro - O Vaporware Awards da Wired concede seu primeiro "Lifetime Achievement Award" ao vencedor recorrente Duke Nukem Forever.
- 26 de fevereiro - Silas Warner, criador de Castle Wolfenstein, morre aos 54 anos.
- 4 de março - Academy of Interactive Arts & Sciences recebe o 7º Annual Interactive Achievement Awards; induz Peter Molyneux ao Hall da fama do AIAS.
- 22 a 26 de março - A Game Developers Conference organiza o 4º Game Developers Choice Awards anual e o 6º Independent Games Festival (IGF) da Gama Network.
- 11 de maio - A Nintendo anuncia oficialmente seu console "Revolution" (mais tarde chamado Wii).
- 11 a 13 de maio - A 10ª edição da E3 é realizada em Los Angeles, Califórnia, Estados Unidos.[1]
- Julho - IEMA (Interactive Entertainment Merchants Association) recebe a 5ª Cúpula Executiva anual.
- 3 de agosto - Doom 3 é lançado, reiniciando a franquia inovadora, e apresenta recursos gráficos complexos, como iluminação e sombreamento unificados, iluminação por pixel totalmente dinâmica em tempo real e sombreamento de estêncil. O jogo se tornou o jogo mais vendido da ID software até hoje.
- 12 de outubro - A EA Sports lança o FIFA Football 2005 multi-formato. É o último grande título a ser lançado para o console PlayStation original.
- Novembro - Counter-Strike: Source e Half-Life 2 são lançados oficialmente no PC em todo o mundo, trazendo uma nova era para o gênero de videogame First Person Shooter, com gráficos e física avançados.
- 5 de novembro - Nobuo Uematsu renuncia da Square Enix e se torna freelancer, iniciando seu próprio negócio, chamado Smile Please Co., Ltd.
- 17 de novembro - Atari, Inc. lança o Atari Flashback.
- 21 de novembro - A Nintendo lança seu console portátil DS nos Estados Unidos com o remake aprimorado de Super Mario 64 DS.
- 12 de dezembro - A Sony lança o PlayStation Portable no Japão e logo foi lançado em outros mercados em 2005.

### Comercialmente
- 12 de janeiro - a Ubisoft adquire a Tiwak.
- Fevereiro - A Electronic Arts consolida, lança a maior parte da Maxis e de todos os sistemas da Origin em sua sede em Redwood Shores, Califórnia.
- Março - A Microsoft anuncia o XNA, sucessor do DirectX como a API padrão do "Longhorn" e do Xenon.
- 6 de abril - A Midway Games adquire a Surreal Software.
- Maio - A Sammy Corporation compra uma participação controladora na Sega ao custo de US$ 1,1 bilhão, criando a nova empresa, Sega Sammy Holdings, uma das maiores empresas de videogame do mundo.
- Julho - A Square Enix reestrutura agências executivas em todo o mundo.
- 1 de setembro - A Acclaim declara falência e fecha suas portas.
- 11 de outubro - Midway Games adquire Inevitable Entertainment e a renomeia Midway Studios Austin.
- 30 de novembro - Midway Games adquire a desenvolvedora Paradox Development.
- 13 de dezembro - A Electronic Arts adquire um contrato exclusivo de 5 anos para os direitos da NFL, que inclui equipes, estádios e jogadores da NFL para uso nos videogames de futebol da EA.
- 20 de dezembro - a Electronic Arts compra 20% da Ubisoft. A compra na época foi considerada "hostil" pela Ubisoft.

## Lançamentos notáveis
| Lançamento                            | Título                                                             | PC                                 | 5a Geração | 6a Geração            | Portáteis |   |
| ------------------------------------- | ------------------------------------------------------------------ | ---------------------------------- | ---------- | --------------------- | --------- | - |
| 5 de Janeiro                          | Sonic Battle                                                       | —                                  | —          | —                     | GBA       |   |
| 13 de Janeiro                         | Fallout: Brotherhood of Steel                                      | —                                  | —          | PS2, Xbox             | —         |   |
| 14 de Janeiro                         | .hack//Quarantine Part 4                                           | —                                  | —          | PS2                   | —         |   |
| 20 de Janeiro                         | Delta Force: Black Hawk Down – Team Sabre                          | Windows                            | —          | PS2                   | —         |   |
| 20 de Janeiro                         | Maximo vs. Army of Zin                                             | —                                  | —          | PS2                   | —         |   |
| 28 de Janeiro                         | Mafia: The City of Lost Heaven                                     | —                                  | —          | PS2                   | —         |   |
| 28 de Janeiro                         | Vietcong: Fist Alpha                                               | Win                                | —          | PS2, Xbox             | —         |   |
| 29 de Janeiro                         | Pokémon FireRed and LeafGreen (Japan)                              | —                                  | —          | —                     | GBA       |   |
| 2 de Fevereiro                        | R-Type Final                                                       | —                                  | —          | PS2                   | —         |   |
| 8 de Fevereiro                        | Franny's Feet The Movie Activity Center                            | Windows                            | —          | —                     | —         |   |
| 9 de Fevereiro                        | Final Fantasy Crystal Chronicles                                   | —                                  | —          | GCN                   | —         |   |
| 9 de Fevereiro                        | Metroid: Zero Mission                                              | —                                  | —          | —                     | GBA       |   |
| 9 de Fevereiro                        | EverQuest: Gates of Discord                                        | Windows                            | —          | —                     | —         |   |
| 10 de Fevereiro                       | Nightshade                                                         | —                                  | —          | PS2                   | —         |   |
| 10 de Fevereiro                       | Unreal II: The Awakening                                           | —                                  | —          | Xbox                  | —         |   |
| 10 de Fevereiro                       | Wrath Unleashed                                                    | —                                  | —          | PS2, Xbox             | —         |   |
| 10 de Fevereiro                       | Yu-Gi-Oh! World Championship Tournament 2004                       | —                                  | —          | —                     | GBA       |   |
| 11 de Fevereiro                       | Feeding Frenzy                                                     | Windows                            | —          | —                     | —         |   |
| 17 de Fevereiro                       | Jet Li: Rise to Honor                                              | —                                  | —          | PS2                   | —         |   |
| 17 de Fevereiro                       | Pro Evolution Soccer 3                                             | Windows                            | —          | PS2                   | —         |   |
| 24 de Fevereiro                       | Romance of the Three Kingdoms IX                                   | —                                  | —          | PS2                   | —         |   |
| 27 de Fevereiro                       | Steel Battalion: Line of Contact                                   | —                                  | —          | Xbox                  | —         |   |
| 1 de Março                            | N                                                                  | Windows                            | —          | —                     | NDS       |   |
| 2 de Março                            | Drakengard                                                         | —                                  | —          | PS2                   | —         |   |
| 2 de Março                            | Lifeline                                                           | —                                  | —          | PS2                   | —         |   |
| 2 de Março                            | Ninja Gaiden                                                       | —                                  | —          | Xbox                  | —         |   |
| 2 de Março                            | Scooby-Doo: Mystery Mayhem                                         | —                                  | —          | GCN, PS2, Xbox        | GBA       |   |
| 2 de Março                            | MTX Mototrax                                                       | —                                  | —          | PS2, Xbox             | —         |   |
| 4 de Março                            | Colin McRae Rally 04                                               | Windows                            | —          | —                     | —         |   |
| 8 de Março                            | The Suffering                                                      | Windows                            | —          | PS2, Xbox             | —         |   |
| 9 de Março                            | Firefighter F.D.18                                                 | —                                  | —          | PS2                   | —         |   |
| 9 de Março                            | Metal Gear Solid: The Twin Snakes                                  | —                                  | —          | GCN                   | —         |   |
| 9 de Março                            | Tom Clancy's Rainbow Six 3: Athena Sword                           | Windows                            | —          | —                     | —         |   |
| 10 de Março                           | Tenchu: Wrath of Heaven                                            | —                                  | —          | Xbox                  | —         |   |
| 12 de Março                           | Seven Samurai 20XX                                                 | —                                  | —          | PS2                   | —         |   |
| 14 de Março                           | Battlefield Vietnam                                                | Windows                            | —          | —                     | —         |   |
| 15 de Março                           | Wade Hixton's Counter Punch                                        | —                                  | —          | —                     | GBA       |   |
| 16 de Março                           | Unreal Tournament 2004                                             | Windows                            | —          | —                     | —         |   |
| 16 de Março                           | Disney's Fillmore!: Back in Action                                 | —                                  | —          | GCN, PS2, Xbox        | —         |   |
| 19 de Março                           | Sacred                                                             | Windows (EU)                       | —          | —                     | —         |   |
| 23 de Março                           | Counter-Strike: Condition Zero                                     | Windows                            | —          | —                     | —         |   |
| 23 de Março                           | Far Cry                                                            | Windows                            | —          | —                     | —         |   |
| 23 de Março                           | Final Fantasy XI                                                   | —                                  | —          | PS2 (US)              | —         |   |
| 23 de Março                           | Mission: Impossible – Operation Surma                              | —                                  | —          | GCN                   | —         |   |
| 23 de Março                           | Sonic Heroes                                                       | Windows                            | —          | GCN, PS2, Xbox        | —         |   |
| 24 de Março                           | Samurai Jack: The Shadow of Aku                                    | —                                  | —          | GCN, PS2              | —         |   |
| 25 de Março                           | Sacred                                                             | Windows (NA)                       | —          | —                     | —         |   |
| 31 de Março                           | Resident Evil Outbreak                                             | —                                  | —          | PS2                   | —         |   |
| 1 de Abril                            | Destruction Derby Arenas                                           | —                                  | —          | PS2                   | —         |   |
| 5 de Abril                            | Alias                                                              | Win                                | —          | PS2, Xbox             | —         |   |
| 5 de Abril                            | Fight Night 2004                                                   | —                                  | —          | PS2, Xbox             | —         |   |
| 12 de Abril                           | Painkiller                                                         | Windows                            | —          | —                     | —         |   |
| 12 de Abril                           | Serious Sam Advance                                                | —                                  | —          | —                     | GBA       |   |
| 13 de Abril                           | TOCA Race Driver 2                                                 | Windows                            | —          | Xbox                  | —         |   |
| 20 de Abril                           | Hitman: Contracts                                                  | Windows                            | —          | PS2, Xbox             | —         |   |
| 20 de Abril                           | 27 de Abril                                                        | City of Heroes                     | Windows    | —                     | —         | — |
| Rise of Nations: Thrones and Patriots | 27 de Abril                                                        | Windows                            | —          | —                     | —         |   |
| 28 de Abril                           | Beyond Divinity                                                    | Win                                | —          | —                     | —         |   |
| Abril                                 | .kkrieger                                                          | Win                                | —          | —                     | —         |   |
| 4 de Maio                             | La Pucelle: Tactics                                                | —                                  | —          | PS2                   | —         |   |
| 4 de Maio                             | Red Dead Revolver                                                  | Win                                | —          | PS2, Xbox             | —         |   |
| 4 de Maio                             | Rallisport Challenge 2                                             | —                                  | —          | Xbox                  | —         |   |
| 6 de Maio                             | Samurai Warriors                                                   | —                                  | —          | PS2                   | —         |   |
| 7 de Maio                             | Future Tactics: The Uprising                                       | —                                  | —          | GCN, PS2, Xbox        | —         |   |
| 21 de Maio                            | Way of the Samurai 2                                               | —                                  | —          | PS2                   | —         |   |
| 24 de Maio                            | Mario vs. Donkey Kong                                              | —                                  | —          | —                     | GBA       |   |
| 25 de Maio                            | Metal Slug 3                                                       | —                                  | —          | Xbox                  | —         |   |
| 25 de Maio                            | Harry Potter and the Prisoner of Azkaban                           | Windows                            | —          | GCN, PS2, Xbox        | GBA       |   |
| 25 de Maio                            | Thief: Deadly Shadows                                              | Windows                            | —          | Xbox                  | —         |   |
| 1 de Junho                            | The Chronicles of Riddick: Escape from Butcher Bay                 | —                                  | —          | Xbox                  | —         |   |
| 2 de Junho                            | Classic NES Series: Ice Climber                                    | —                                  | —          | —                     | GBA       |   |
| 7 de Junho                            | Sonic Advance 3                                                    | —                                  | —          | —                     | GBA       |   |
| 7 de Junho                            | The Legend of Zelda: Four Swords Adventures                        | —                                  | —          | GCN                   | —         |   |
| 8 de Junho                            | Ribbit King                                                        | —                                  | —          | GCN, PS2              | —         |   |
| 14 de Junho                           | Psi-Ops: The Mindgate Conspiracy                                   | Win                                | —          | PS2, Xbox             | —         |   |
| 15 de Junho                           | Front Mission 4                                                    | —                                  | —          | PS2                   | —         |   |
| 15 de Junho                           | Joint Operations: Typhoon Rising                                   | Windows                            | —          | —                     | —         |   |
| 21 de Junho                           | Driver 3                                                           | —                                  | —          | PS2, Xbox             | —         |   |
| 22 de Junho                           | Dragon Ball Z: Supersonic Warriors                                 | —                                  | —          | —                     | GBA       |   |
| 23 de Junho                           | Mega Man Anniversary Collection                                    | —                                  | —          | GCN, PS2, Xbox (2005) | GBA       |   |
| 27 de Junho                           | Mega Man Battle Network 4                                          | —                                  | —          | —                     | GBA       |   |
| 29 de Junho                           | CT Special Forces 2: Back in the Trenches                          | —                                  | —          | —                     | GBA       |   |
| 29 de Junho                           | Spider-Man 2 (video game)                                          | Windows (US 06/28/04, EU 07/09/04) | —          | —                     | —         |   |
| 2 de Julho                            | Yu-Gi-Oh! Power of Chaos: Joey the Passion                         | Win                                | —          | —                     | —         |   |
| 5 de Julho                            | Around the World in 80 Days                                        | —                                  | —          | —                     | GBA       |   |
| 9 de Julho                            | Richard Burns Rally                                                | Win                                | —          | PS2, Xbox             | —         |   |
| 13 de Julho                           | Tales of Symphonia                                                 | —                                  | —          | GCN                   | —         |   |
| 14 de Julho                           | Athens 2004                                                        | —                                  | —          | PS2                   | —         |   |
| 20 de Julho                           | Catwoman                                                           | Windows                            | —          | GCN, PS2, Xbox        | GBA       |   |
| 20 de Julho                           | Puyo Pop Fever                                                     | —                                  | —          | GCN                   | —         |   |
| 20 de Julho                           | Sudeki                                                             | —                                  | —          | Xbox                  | —         |   |
| 21 de Julho                           | Crimson Tears                                                      | —                                  | —          | PS2                   | —         |   |
| 22 de Julho                           | Bujingai                                                           | —                                  | —          | PS2                   | —         |   |
| 29 de Julho                           | Mega Man X: Command Mission                                        | —                                  | —          | GCN, PS2              | —         |   |
| 1 de Agosto                           | NFL GameDay 2005                                                   | —                                  | PS1        | —                     | —         |   |
| 3 de Agosto                           | Doom 3                                                             | Windows                            | —          | —                     | —         |   |
| 5 de Agosto                           | Cartoon Network: Block Party                                       | —                                  | —          | —                     | GBA       |   |
| 18 de Agosto                          | Astro Boy: Omega Factor                                            | —                                  | —          | —                     | GBA       |   |
| 24 de Agosto                          | Starsky & Hutch                                                    | —                                  | —          | GCN                   | —         |   |
| 24 de Agosto                          | Viewtiful Joe                                                      | —                                  | —          | PS2                   | —         |   |
| 30 de Agosto                          | Pikmin 2                                                           | —                                  | —          | GCN                   | —         |   |
| 30 de Agosto                          | WWE Day of Reckoning                                               | —                                  | —          | GCN                   | —         |   |
| 31 de Agosto                          | Street Racing Syndicate                                            | —                                  | —          | GCN, PS2, Xbox        | —         |   |
| 2 de Setembro                         | Terminator 3: The Redemption                                       | —                                  | —          | PS2, Xbox             | —         |   |
| 3 de Setembro                         | Digimon Rumble Arena 2                                             | —                                  | —          | PS2, Xbox             | —         |   |
| 6 de Setembro                         | Digimon Rumble Arena 2                                             | —                                  | —          | GCN                   | —         |   |
| 7 de Setembro                         | Burnout 3: Takedown                                                | —                                  | —          | PS2, Xbox             | —         |   |
| 7 de Setembro                         | Nick Jr. The Backyardigans                                         | Windows                            | —          | —                     | —         |   |
| 7 de Setembro                         | Silent Hill 4: The Room                                            | Windows                            | —          | PS2, Xbox             | —         |   |
| 7 de Setembro                         | Pokémon FireRed and LeafGreen (North America)                      | —                                  | —          | —                     | GBA       |   |
| 8 de Setembro                         | Carmen Sandiego: The Secret of the Stolen Drums                    | —                                  | —          | PS2                   | —         |   |
| 8 de Setembro                         | The Fairly OddParents: Shadow Showdown                             | Windows                            | —          | GCN, PS2              | GBA       |   |
| 9 de Setembro                         | King of Colosseum II                                               | —                                  | —          | PS2                   | —         |   |
| 12 de Setembro                        | Barbie as the Princess and the Pauper                              | —                                  | —          | —                     | GBA       |   |
| 13 de Setembro                        | Carmen Sandiego: The Secret of the Stolen Drums                    | —                                  | —          | GCN, Xbox             | —         |   |
| 13 de Setembro                        | Digimon Racing                                                     | —                                  | —          | —                     | GBA       |   |
| 13 de Setembro                        | EverQuest: Omens of War                                            | Windows                            | —          | —                     | —         |   |
| 13 de Setembro                        | The Adventures of Jimmy Neutron Boy Genius: Attack of the Twonkies | —                                  | —          | GCN, PS2              | GBA       |   |
| 14 de Setembro                        | Advance Guardian Heroes                                            | —                                  | —          | —                     | GBA       |   |
| 14 de Setembro                        | Danny Phantom                                                      | —                                  | —          | GCN, PS2, Xbox        | GBA       |   |
| 14 de Setembro                        | DDRMAX3: Dance Dance Revolution                                    | —                                  | —          | PS2                   | —         |   |
| 14 de Setembro                        | Gradius V                                                          | —                                  | —          | PS2                   | —         |   |
| 14 de Setembro                        | Bad Boys: Miami Takedown                                           | —                                  | —          | GCN, PS2, Xbox        | —         |   |
| 14 de Setembro                        | Call of Duty: United Offensive                                     | Windows                            | —          | —                     | —         |   |
| 14 de Setembro                        | Fable                                                              | —                                  | —          | Xbox                  | —         |   |
| 14 de Setembro                        | Sly 2: Band of Thieves                                             | —                                  | —          | PS2                   | —         |   |
| 14 de Setembro                        | The Sims 2                                                         | Windows                            | —          | —                     | —         |   |
| 16 de Setembro                        | Pokémon Emerald (Japan)                                            | —                                  | —          | —                     | GBA       |   |
| 17 de Setembro                        | Crisis Zone                                                        | —                                  | —          | PS2                   | —         |   |
| 20 de Setembro                        | F-Zero: GP Legend                                                  | —                                  | —          | —                     | GBA       |   |
| 20 de Setembro                        | Def Jam: Fight for NY                                              | —                                  | —          | GCN, PS2, Xbox        | —         |   |
| 20 de Setembro                        | Warhammer 40,000: Dawn of War                                      | Windows                            | —          | —                     | —         |   |
| 21 de Setembro                        | Blood Will Tell                                                    | —                                  | —          | PS2                   | —         |   |
| 21 de Setembro                        | Dance Dance Revolution Extreme                                     | —                                  | —          | PS2                   | —         |   |
| 21 de Setembro                        | Final Fantasy XI: Chains of Promathia                              | Windows                            | —          | PS2                   | —         |   |
| 21 de Setembro                        | Second Sight                                                       | —                                  | —          | GCN, PS2, Xbox        | —         |   |
| 21 de Setembro                        | Star Wars: Battlefront                                             | Win                                | —          | PS2, Xbox             | —         |   |
| 21 de Setembro                        | Star Wars Trilogy: Apprentice of the Force                         | —                                  | —          | —                     | GBA       |   |
| 22 de Setembro                        | Disney's Kim Possible 2: Drakken's Demise                          | —                                  | —          | —                     | GBA       |   |
| 22 de Setembro                        | Katamari Damacy                                                    | —                                  | —          | PS2                   | —         |   |
| 22 de Setembro                        | Rome: Total War                                                    | Win                                | —          | —                     | —         |   |
| 27 de Setembro                        | Shadow Hearts: Covenant                                            | —                                  | —          | PS2                   | —         |   |
| 27 de Setembro                        | Shark Tale                                                         | Win                                | —          | GCN, PS2, Xbox        | GBA       |   |
| 28 de Setembro                        | Armored Core: Nexus                                                | —                                  | —          | PS2                   | —         |   |
| 28 de Setembro                        | Myst IV: Revelation                                                | Win                                | —          | —                     | —         |   |
| 28 de Setembro                        | Crash Twinsanity                                                   | —                                  | —          | PS2, Xbox             | —         |   |
| 1 de Outubro                          | Kult: Heretic Kingdoms                                             | Win, Mac                           | —          | —                     | —         |   |
| 1 de Outubro                          | Scaler                                                             | —                                  | —          | GCN, PS2, Xbox        | —         |   |
| 4 de Outubro                          | Mortal Kombat: Deception                                           | —                                  | —          | PS2                   | —         |   |
| 4 de Outubro                          | Tony Hawk's Underground 2                                          | Win                                | —          | GCN, PS2, Xbox        | GBA       |   |
| 5 de Outubro                          | Tribes: Vengeance                                                  | Win                                | —          | —                     | —         |   |
| 5 de Outubro                          | Conflict: Vietnam                                                  | Win                                | —          | PS2, Xbox             | —         |   |
| 5 de Outubro                          | Leisure Suit Larry: Magna Cum Laude                                | Win                                | —          | PS2, Xbox             | —         |   |
| 5 de Outubro                          | Mega Man Zero 3                                                    | —                                  | —          | —                     | GBA       |   |
| 5 de Outubro                          | Syberia II                                                         | —                                  | —          | Xbox                  | —         |   |
| 5 de Outubro                          | TOCA Race Driver 2                                                 | —                                  | —          | PS2                   | —         |   |
| 11 de Outubro                         | Paper Mario: The Thousand-Year Door                                | —                                  | —          | GCN                   | —         |   |
| 12 de Outubro                         | BloodRayne 2                                                       | —                                  | —          | PS2                   | —         |   |
| 12 de Outubro                         | Lilo & Stitch 2: Hämsterviel Havoc                                 | —                                  | —          | —                     | GBA       |   |
| 12 de Outubro                         | Shin Megami Tensei: Nocturne                                       | —                                  | —          | PS2                   | —         |   |
| 12 de Outubro                         | Tak 2: The Staff of Dreams                                         | —                                  | —          | GCN, PS2, Xbox        | GBA       |   |
| 12 de Outubro                         | FIFA Football 2005                                                 | Windows                            | PS1        | PS2, GCN              | GBA, PSP  |   |
| 12 de Outubro                         | Under the Skin                                                     | —                                  | —          | PS2                   | —         |   |
| 18 de Outubro                         | Kirby & the Amazing Mirror                                         | —                                  | —          | —                     | GBA       |   |
| 19 de Outubro                         | Neo Contra                                                         | —                                  | —          | PS2                   | —         |   |
| 19 de Outubro                         | All Grown Up!: Express Yourself                                    | —                                  | —          | PS2, GCN              | GBA       |   |
| 19 de Outubro                         | Teenage Mutant Ninja Turtles 2: Battle Nexus                       | Windows                            | PS1        | GCN, PS2, Xbox        | GBA, PSP  |   |
| 19 de Outubro                         | Boktai 2: Solar Boy Django                                         | —                                  | —          | —                     | GBA       |   |
| 20 de Outubro                         | Ape Escape: Pumped & Primed                                        | —                                  | —          | PS2                   | —         |   |
| 20 de Outubro                         | Tron 2.0                                                           | —                                  | —          | —                     | GBA       |   |
| 22 de Outubro                         | Sacred Plus (EU)                                                   | Windows                            | —          | —                     | —         |   |
| 25 de Outubro                         | Ace Combat 5: The Unsung War                                       | —                                  | —          | PS2                   | —         |   |
| 25 de Outubro                         | OutRun 2                                                           | —                                  | —          | Xbox                  | —         |   |
| 26 de Outubro                         | Dead or Alive Ultimate                                             | —                                  | —          | Xbox                  | —         |   |
| 26 de Outubro                         | Grand Theft Auto Advance                                           | —                                  | —          | —                     | GBA       |   |
| 26 de Outubro                         | Star Wars Galaxies: Jump to Lightspeed                             | Windows                            | —          | —                     | —         |   |
| 26 de Outubro                         | Grand Theft Auto: San Andreas                                      | —                                  | —          | PS2                   | —         |   |
| 26 de Outubro                         | Yu-Gi-Oh! Destiny Board Traveler                                   | —                                  | —          | —                     | GBA       |   |
| 27 de Outubro                         | The Nightmare of Druaga: Fushigino Dungeon                         | —                                  | —          | PS2                   | —         |   |
| 27 de Outubro                         | The SpongeBob SquarePants Movie                                    | Windows                            | —          | GCN, PS2, Xbox        | GBA       |   |
| 29 de Outubro                         | The Incredibles (video game)                                       | Windows                            | —          | —                     | —         |   |
| 1 de Novembro                         | Counter-Strike: Source                                             | Windows                            | —          | —                     | —         |   |
| 2 de Novembro                         | Codename: Kids Next Door: Operation S.O.D.A.                       | —                                  | —          | —                     | GBA       |   |
| 2 de Novembro                         | Killzone                                                           | —                                  | —          | PS2                   | —         |   |
| 2 de Novembro                         | Medal of Honor: Pacific Assault                                    | Windows                            | —          | —                     | —         |   |
| 2 de Novembro                         | RollerCoaster Tycoon 3                                             | Windows                            | —          | —                     | —         |   |
| 2 de Novembro                         | The Lord of the Rings: The Third Age                               | —                                  | —          | GCN, PS2, Xbox        | GBA       |   |
| 3 de Novembro                         | Ratchet & Clank: Up Your Arsenal                                   | —                                  | —          | PS2                   | —         |   |
| 3 de Novembro                         | Spyro: A Hero's Tail                                               | —                                  | —          | GCN, PS2, Xbox        | —         |   |
| 3 de Novembro                         | The Incredibles: When Danger Calls                                 | Windows                            | —          | —                     | —         |   |
| 4 de Novembro                         | Godzilla: Save the Earth                                           | —                                  | —          | PS2, Xbox             | —         |   |
| 4 de Novembro                         | The Legend of Zelda: The Minish Cap                                | —                                  | —          | —                     | GBA       |   |
| 5 de Novembro                         | Bejeweled 2                                                        | Windows                            | —          | —                     | —         |   |
| 5 de Novembro                         | FlatOut (video game) (Europe)                                      | Win                                | Xbox       | —                     | —         |   |
| 8 de Novembro                         | Mario Power Tennis (North America)                                 | —                                  | —          | GCN                   | —         |   |
| 9 de Novembro                         | EyeToy: AntiGrav                                                   | —                                  | —          | PS2                   | —         |   |
| 9 de Novembro                         | Halo 2                                                             | —                                  | —          | Xbox                  | —         |   |
| 9 de Novembro                         | Jak 3                                                              | —                                  | —          | PS2                   | —         |   |
| 9 de Novembro                         | Shaman King: Master of Spirits                                     | —                                  | —          | —                     | GBA       |   |
| 9 de Novembro                         | Shaman King: Power of Spirit                                       | —                                  | —          | PS2                   | —         |   |
| 10 de Novembro                        | Hot Wheels: Stunt Track Challenge                                  | —                                  | —          | PS2, Xbox             | GBA       |   |
| 10 de Novembro                        | Lemony Snicket's A Series of Unfortunate Events (video game)       | Windows                            | —          | GCN, PS2, Xbox        | GBA       |   |
| 15 de Novembro                        | Crash 'n' Burn                                                     | —                                  | —          | PS2                   | —         |   |
| 15 de Novembro                        | Donkey Kong Country 2: Diddy's Kong Quest                          | —                                  | —          | —                     | GBA       |   |
| 15 de Novembro                        | Metroid Prime 2: Echoes                                            | —                                  | —          | GCN                   | —         |   |
| 15 de Novembro                        | MTX Mototrax                                                       | Win                                | —          | —                     | —         |   |
| 15 de Novembro                        | Need for Speed: Underground 2                                      | Windows                            | —          | GCN, PS2, Xbox        | GBA, NDS  |   |
| 16 de Novembro                        | Crash 'n' Burn                                                     | —                                  | —          | Xbox                  | —         |   |
| 16 de Novembro                        | Dragon Ball Z: Budokai 3                                           | —                                  | —          | PS2                   | —         |   |
| 16 de Novembro                        | Feel the Magic: XY/XX                                              | —                                  | —          | —                     | NDS       |   |
| 16 de Novembro                        | Fight Club                                                         | —                                  | —          | PS2, Xbox             | —         |   |
| 16 de Novembro                        | Half-Life 2                                                        | Windows                            | —          | Xbox                  | —         |   |
| 16 de Novembro                        | Joint Operations: Escalation                                       | Windows                            | —          | —                     | —         |   |
| 16 de Novembro                        | Starwberry Shortcake: Summertime Adventure                         | —                                  | —          | —                     | GBA       |   |
| 16 de Novembro                        | Vampire: The Masquerade – Bloodlines                               | Windows                            | —          | —                     | —         |   |
| 17 de Novembro                        | Asphalt Urban GT                                                   | —                                  | —          | —                     | NDS       |   |
| 17 de Novembro                        | Castle Shikigami 2                                                 | —                                  | —          | PS2                   | —         |   |
| 17 de Novembro                        | Forgotten Realms: Demon Stone                                      | —                                  | —          | Xbox                  | —         |   |
| 17 de Novembro                        | King Arthur                                                        | —                                  | —          | PS2                   | —         |   |
| 17 de Novembro                        | Metal Gear Solid 3: Snake Eater                                    | —                                  | —          | PS2                   | —         |   |
| 17 de Novembro                        | Pac-Man World                                                      | —                                  | —          | —                     | GBA       |   |
| 18 de Novembro                        | Blinx 2: Masters of Time and Space                                 | —                                  | —          | Xbox                  | —         |   |
| 18 de Novembro                        | Dragon Ball: Advanced Adventure                                    | —                                  | —          | —                     | GBA       |   |
| 18 de Novembro                        | Baten Kaitos: Eternal Wings and the Lost Ocean                     | —                                  | —          | GCN                   | —         |   |
| 18 de Novembro                        | Yu Yu Hakusho: Tournament Tactics                                  | —                                  | —          | —                     | GBA       |   |
| 19 de Novembro                        | Mario vs. Donkey Kong                                              | —                                  | —          | —                     | GBA       |   |
| 21 de Novembro                        | Super Mario 64 DS                                                  | —                                  | —          | —                     | NDS       |   |
| 21 de Novembro                        | Spider-Man 2                                                       | —                                  | —          | —                     | NDS       |   |
| 21 de Novembro                        | Metroid Prime Hunters: First Hunt                                  | —                                  | —          | —                     | NDS       |   |
| 22 de Novembro                        | GoldenEye: Rogue Agent                                             | —                                  | —          | GCN, PS2, Xbox        | NDS       |   |
| 22 de Novembro                        | JFK: Reloaded                                                      | Windows                            | —          | —                     | —         |   |
| 23 de Novembro                        | Alien Hominid                                                      | —                                  | —          | GCN                   | —         |   |
| 23 de Novembro                        | World of Warcraft                                                  | Windows                            | —          | —                     | —         |   |
| 29 de Novembro                        | Final Fantasy I & II: Dawn of Souls                                | —                                  | —          | —                     | GBA       |   |
| 30 de Novembro                        | Mr. Driller Drill Spirits                                          | —                                  | —          | —                     | NDS       |   |
| 1 de Dezembro                         | Painkiller: Battle out of Hell                                     | Windows                            | —          | —                     | —         |   |
| 1 de Dezembro                         | Scrapland                                                          | Windows                            | —          | —                     | —         |   |
| 1 de Dezembro                         | Top Gun: Combat Zones                                              | —                                  | —          | —                     | GBA       |   |
| 2 de Dezembro                         | Metal Slug Advance                                                 | —                                  | —          | —                     | GBA       |   |
| 2 de Dezembro                         | Prince of Persia: Warrior Within                                   | Windows                            | —          | GCN, PS2, Xbox        | —         |   |
| 5 de Dezembro                         | Mario Party 6                                                      | —                                  | —          | GCN                   | —         |   |
| 6 de Dezembro                         | Star Wars: Knights of the Old Republic II The Sith Lords           | Windows                            | —          | Xbox                  | —         |   |
| 6 de Dezembro                         | The Lord of the Rings: The Battle for Middle-earth                 | Windows                            | —          | —                     | —         |   |
| 7 de Dezembro                         | Growlanser Generations                                             | —                                  | —          | PS2                   | —         |   |
| 7 de Dezembro                         | Kingdom Hearts: Chain of Memories                                  | —                                  | —          | —                     | GBA       |   |
| 7 de Dezembro                         | Kuon                                                               | —                                  | —          | PS2                   | —         |   |
| 7 de Dezembro                         | It's Mr. Pants                                                     | —                                  | —          | —                     | GBA       |   |
| 7 de Dezembro                         | Mega Man X8                                                        | —                                  | —          | PS2                   | —         |   |
| 7 de Dezembro                         | Ridge Racer DS                                                     | —                                  | —          | —                     | NDS       |   |
| 8 de Dezembro                         | The Chronicles of Riddick: Escape from Butcher Bay                 | Windows                            | —          | —                     | —         |   |
| 8 de Dezembro                         | Sprung                                                             | —                                  | —          | —                     | NDS       |   |
| 8 de Dezembro                         | Viewtiful Joe 2                                                    | —                                  | —          | PS2                   | —         |   |
| 14 de Dezembro                        | Gungriffon Allied Strike                                           | —                                  | —          | Xbox                  | —         |   |
| 15 de Dezembro                        | Dragon Ball Z: Budokai 2                                           | —                                  | —          | GCN                   | —         |   |
| 20 de Dezembro                        | Cave Story                                                         | Windows                            | —          | —                     | —         |   |
| 22 de Dezembro                        | NFL Street 2                                                       | —                                  | —          | GCN, PS2, Xbox        | —         |   |
| 24 de Dezembro                        | Garry's Mod                                                        | Windows                            | —          | —                     | —         |   |
| 28 de Dezembro                        | Gran Turismo 4                                                     | —                                  | —          | PS2                   | —         |   |

## Tendências
Em 2004, o total de vendas nos EUA de hardware, software e acessórios de video game foi de US $ 9,9 bilhões, comparado a US $ 10 bilhões em 2003. As vendas totais de software aumentaram 8% em relação ao ano anterior, para US $ 6,2 bilhões. Além disso, as vendas de títulos de software portátil excederam US $ 1 bilhão pela primeira vez. As vendas de hardware caíram 27% no ano devido em parte à escassez durante a temporada de festas e reduções de preço em todos os sistemas. 

### Consoles
- Nintendo GameCube
- Xbox
- Playstation 2

### Consoles Portáteis
Os consoles portáteis dominantes em 2004 foram: 
- Game Boy Advance SP
- N-Gage

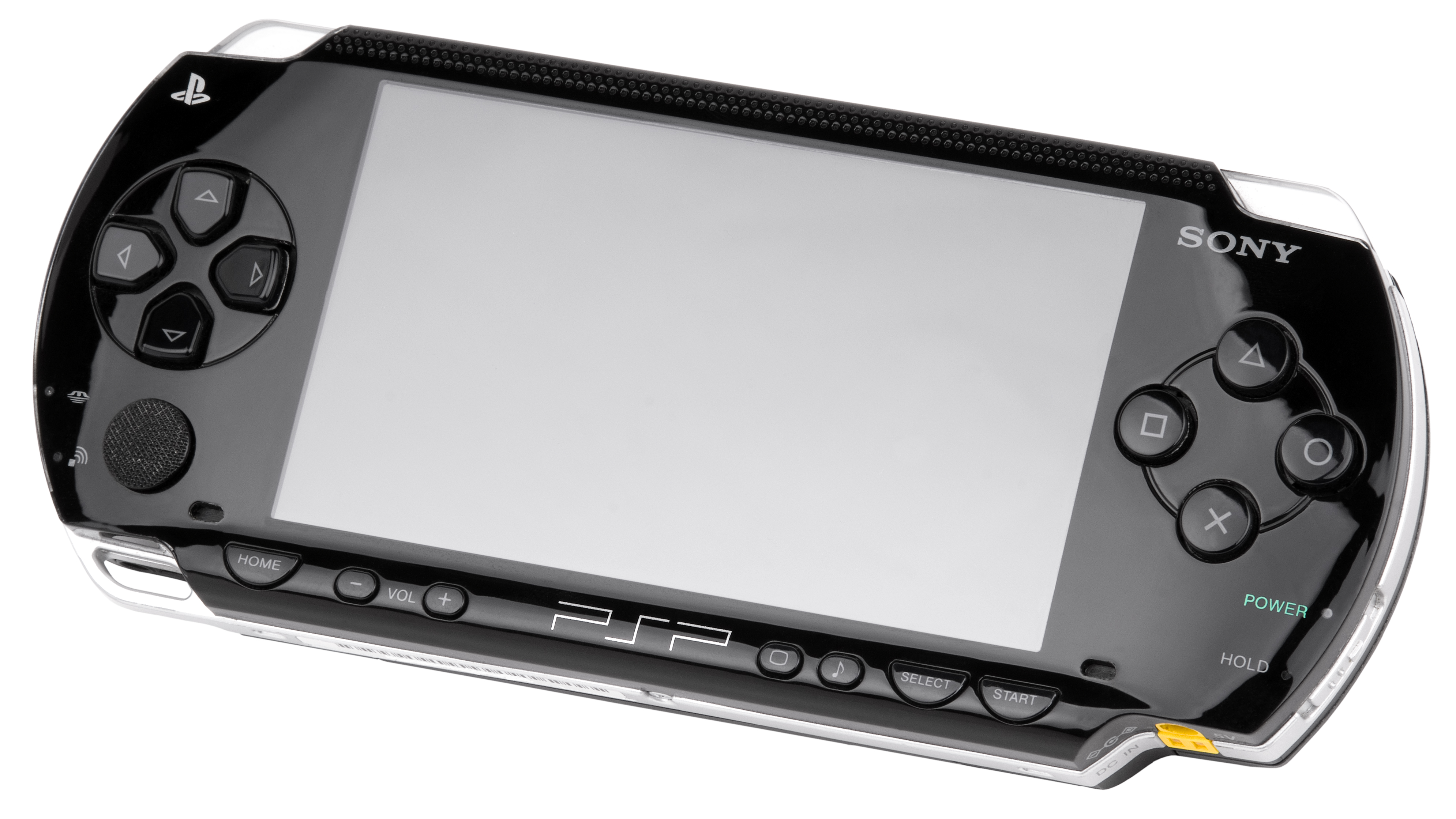
Playstation portátil

Além disso, a Nokia lançou uma versão atualizada do seu N-Gage original, chamado N-Gage QD. A Nintendo lançou o Nintendo DS em 21 de novembro nos Estados Unidos. No Japão, a Sony lançou o PlayStation Portable em 12 de dezembro. 

### Vendas de videogame
Com base em números do Grupo NPD. 
| Classificação | Título                         | Console | Editor                 |
| ------------- | ------------------------------ | ------- | ---------------------- |
| 1             | Grand Theft Auto: San Andreas  | PS2     | Rockstar Games         |
| 2             | Halo 2                         | Xbox    | Microsoft Game Studios |
| 3             | Madden NFL 2005                | PS2     | Electronic Arts        |
| 4             | ESPN NFL 2K5                   | PS2     | Take II Interactive    |
| 5             | Need For Speed: Underground 2  | PS2     | Electronic Arts        |
| 6             | Pokémon Fire Red com adaptador | GBA     | Nintendo               |
| 7             | NBA Live 2005                  | PS2     | EA Sports              |
| 8             | Homem-Aranha 2                 | PS2     | Activision             |
| 9             | Halo: Combat Evolved           | Xbox    | Microsoft Game Studios |
| 10            | ESPN NFL 2K5                   | Xbox    | Take II Interactive    |

## Títulos aclamados pela crítica
Metacritic (MC) e GameRankings (GR) são agregadores de análises de jornalismo em videogames. 
| Título                                                               | Publisher                    | Data de Lançamento   | Plataforma           | MetaCritic | Game Rankings |
| -------------------------------------------------------------------- | ---------------------------- | -------------------- | -------------------- | ---------- | ------------- |
| Half-Life 2                                                          | Valve                        | 16 de Novembro, 2004 | Microsoft Windows    | 96/100     | 95.48%        |
| Grand Theft Auto: San Andreas                                        | Rockstar Games               | 26 de Outubro, 2004  | PlayStation 2        | 95/100     | 95.08%        |
| Halo 2                                                               | Microsoft Game Studios       | 9 de Novembro, 2004  | Xbox                 | 95/100     | 94.57%        |
| Burnout 3: Takedown                                                  | Electronic Arts              | 8 de Setembro, 2004  | Xbox                 | 94/100     | 93.06%        |
| Burnout 3: Takedown                                                  | Electronic Arts              | 8 de Setembro, 2004  | PlayStation 2        | 93/100     | 93.32%        |
| Unreal Tournament 2004                                               | Atari, Inc.                  | 16 de Março, 2004    | Microsoft Windows    | 93/100     | 92.57%        |
| Tom Clancy's Splinter Cell: Pandora Tomorrow                         | Ubisoft                      | 23 de Março, 2004    | Xbox                 | 93/100     | 92.37%        |
| World of Warcraft                                                    | Blizzard Entertainment       | 23 de Novembro, 2004 | Microsoft Windows    | 93/100     | 91.89%        |
| Ninja Gaiden                                                         | Tecmo                        | 2 de Março, 2004     | Xbox                 | 91/100     | 92.54%        |
| Metroid Prime 2: Echoes                                              | Nintendo                     | 15 de Novembro, 2004 | GameCube             | 92/100     | 91.87%        |
| Rome: Total War                                                      | Activision                   | 22 de Setembro, 2004 | Microsoft Windows    | 92/100     | 91.75%        |
| ESPN NFL 2K5                                                         | Sega                         | 20 de Julho, 2004    | Xbox                 | 92/100     | 90.52%        |
| Metal Gear Solid 3: Snake Eater                                      | Konami                       | 17 de Novembro, 2004 | PlayStation 2        | 91/100     | 91.77%        |
| Ratchet & Clank: Up Your Arsenal                                     | Sony Computer Entertainment  | 3 de Novembro, 2004  | PlayStation 2        | 91/100     | 91.54%        |
| Pro Evolution Soccer 4                                               | Konami                       | 5 de Agosto, 2004    | PlayStation 2        | 91/100     | 91.12%        |
| Madden NFL 2005                                                      | EA Sports                    | 9 de Agosto, 2004    | PlayStation 2        | 91/100     | 90.33%        |
| Madden NFL 2005                                                      | EA Sports                    | 9 de Agosto, 2004    | Xbox                 | 91/100     | 89.5%         |
| Tiger Woods PGA Tour 2005                                            | EA Sports                    | 20 de Setembro, 2004 | Microsoft Windows    | 91/100     | 88.24%        |
| The Chronicles of Riddick: Escape from Butcher Bay – Developer's Cut | Vivendi Universal Games      | 3 de Dezembro, 2004  | Microsoft Windows    | 90/100     | 90.95%        |
| The Sims 2                                                           | Electronic Arts              | 14 de Setembro, 2004 | Microsoft Windows    | 90/100     | 90.76%        |
| The Legend of Zelda: The Minish Cap                                  | Nintendo                     | 4 de Novembro, 2004  | Game Boy Advance     | 89/100     | 90.36%        |
| Metroid: Zero Mission                                                | Nintendo                     | 9 de Fevereiro, 2004 | Game Boy Advance     | 89/100     | 90.19%        |
| Pro Evolution Soccer 4                                               | Konami                       | 26 de Novembro, 2004 | Xbox                 | 90/100     | 90.11%        |
| Dragon Quest VIII                                                    | Square Enix                  | 27 de Novembro, 2004 | PlayStation 2        | 89/100     | 90.05%        |
| Madden NFL 2005                                                      | EA Sports                    | 9 de Agosto, 2004    | GameCube             | 90/100     | 90%           |
| Pikmin 2                                                             | Nintendo                     | 29 de Abril, 2004    | GameCube             | 90/100     | 89.44%        |
| MVP Baseball 2004                                                    | EA Sports                    | 9 de Março, 2004     | PlayStation 2        | 90/100     | 88.89%        |
| MVP Baseball 2004                                                    | EA Sports                    | 9 de Março, 2004     | Xbox                 | 90/100     | 88.73%        |
| Viewtiful Joe                                                        | Capcom                       | 24 de Agosto, 2004   | PlayStation 2        | 90/100     | 87.95%        |
| Lumines: Puzzle Fusion                                               | Bandai                       | 12 de Dezembro, 2004 | PlayStation Portable | 89/100     | 89.93%        |
| Counter-Strike: Source                                               | Valve                        | 1 de Novembro, 2004  | Microsoft Windows    | 88/100     | 89.71%        |
| EVE Online: Exodus                                                   | CCP Games                    | 17 de Novembro, 2004 | Microsoft Windows    | N/A        | 89.62%        |
| Gran Turismo 4                                                       | Sony Computer Entertainment  | 28 de Dezembro, 2004 | PlayStation 2        | 89/100     | 89.53%        |
| NCAA Football 2005                                                   | EA Sports                    | 15 de Julho, 2004    | PlayStation 2        | 88/100     | 89.45%        |
| FirePower for Microsoft Combat Flight Simulator 3                    | Microsoft Game Studios       | 11 de Junho, 2004    | Microsoft Windows    | 88/100     | 89.43%        |
| Far Cry                                                              | Ubisoft                      | 23 de Março, 2004    | Microsoft Windows    | 89/100     | 89.38%        |
| Nancy Drew: Curse of Blackmoor Manor                                 | DreamCatcher Interactive     | 5 de Outubro, 2004   | Microsoft Windows    | 81/100     | 89%           |
| Football Manager 2005                                                | Sega                         | 5 de Novembro, 2004  | Microsoft Windows    | 89/100     | 88.81%        |
| The Chronicles of Riddick: Escape from Butcher Bay                   | Vivendi Universal Games      | 1 de Junho, 2004     | Xbox                 | 89/100     | 88.61%        |
| NCAA Football 2005                                                   | EA Sports                    | 15 de Julho, 2004    | Xbox                 | 89/100     | 88.4%         |
| MVP Baseball 2004                                                    | EA Sports                    | 9 de Março, 2004     | GameCube             | 89/100     | 87.43%        |
| Ridge Racer                                                          | Namco                        | 12 de Dezembro, 2004 | PlayStation Portable | 88/100     | 88.62%        |
| RalliSport Challenge 2                                               | Microsoft Game Studios       | 4 de Maio, 2004      | Xbox                 | 87/100     | 88.54%        |
| Pro Evolution Soccer 4                                               | Konami                       | 3 de Dezembro, 2004  | Microsoft Windows    | 88/100     | 88.5%         |
| Out of the Park Baseball 6                                           | Out of the Park Developments | 14 de Junho, 2004    | Microsoft Windows    | 87/100     | 88.4%         |
| Sid Meier's Pirates!                                                 | Atari, Inc.                  | 22 de Novembro, 2004 | Microsoft Windows    | 88/100     | 88.34%        |
| Paper Mario: The Thousand-Year Door                                  | Nintendo                     | 22 de Julho, 2004    | GameCube             | 87/100     | 88.05%        |
| NCAA Football 2005                                                   | EA Sports                    | 15 de Julho, 2004    | GameCube             | 88/100     | 88.01%        |
| Sly 2: Band of Thieves                                               | Sony Computer Entertainment  | 14 de Setembro, 2004 | PlayStation 2        | 88/100     | 87.92%        |
| Rise of Nations: Thrones and Patriots                                | Microsoft Game Studios       | 27 de Abril, 2004    | Microsoft Windows    | 88/100     | 87.86%        |
| WarioWare: Twisted!                                                  | Nintendo                     | 14 de Outubro, 2004  | Game Boy Advance     | 88/100     | 87.79%        |
| Tiger Woods PGA Tour 2005                                            | EA Sports                    | 20 de Setembro, 2004 | GameCube             | 88/100     | 87.68%        |
| Tiger Woods PGA Tour 2005                                            | EA Sports                    | 20 de Setembro, 2004 | PlayStation 2        | 88/100     | 87.08%        |
| Tiger Woods PGA Tour 2005                                            | EA Sports                    | 20 de Setembro, 2004 | Xbox                 | 88/100     | 86.51%        |
| ESPN NHL 2K5                                                         | Sega                         | 30 de Agosto, 2004   | Xbox                 | 88/100     | 86.22%        |
| Wings of Power: WWII Heavy Bombers and Jets                          | Tri Synergy                  | 13 de Setembro, 2004 | Microsoft Windows    | 83/100     | 87.83%        |
| NASCAR 2005: Chase for the Cup                                       | EA Sports                    | 4 de Setembro, 2004  | GameCube             | N/A        | 87.61%        |